# Andrij Nesterow
Andrij Wjaczesławowycz Nesterow, ukr. Андрій В'ячеславович Нестеров (ur. 2 lipca 1990 w Zaporożu) – ukraiński piłkarz, grający na pozycji obrońcy.

## Kariera piłkarska

### Kariera klubowa
Wychowanek klubów Krystał Chersoń i Metałurh Zaporoże, barwy których bronił w juniorskich mistrzostwach Ukrainy (DJuFL). Karierę piłkarską rozpoczął 16 kwietnia 2007 w składzie drugiej drużyny Metałurha Zaporoże, dopiero 26 kwietnia 2009 debiutował w Premier-lidze. Po zakończeniu sezonu 2014/15 opuścił zaporoski klub. 11 września 2015 został piłkarzem mołdawskiego klubu Zarea Bielce. W czerwcu 2016 opuścił mołdawski klub. 22 lipca 2016 podpisał 2-letni kontrakt z Karpatami Lwów. 9 lipca 2019 zmienił klub na Mezőkövesdi SE.

## Sukcesy i odznaczenia

### Sukcesy klubowe
- zdobywca Pucharu Mołdawii: 2016